# Rose & Röhle
Unter dem Namen Rose & Röhle firmierte das gemeinsame Architekturbüro der Dresdner Architekten Max Rose (* 3. Juli 1862 in Dresden; † 18. Juni 1922 in Arnsdorf; vollständiger Name: Friedrich Wilhelm Max Rose) und Oskar Röhle (* 11. Oktober 1870 in Dresden; † bei den Luftangriffen auf Dresden am 13./14. Februar 1945). 
Neben Heino Otto, Felix Reinhold Voretzsch, Otto Foerster und den Gebrüdern Fichtner vertraten sie den Jugendstil in Dresden.

## Werk

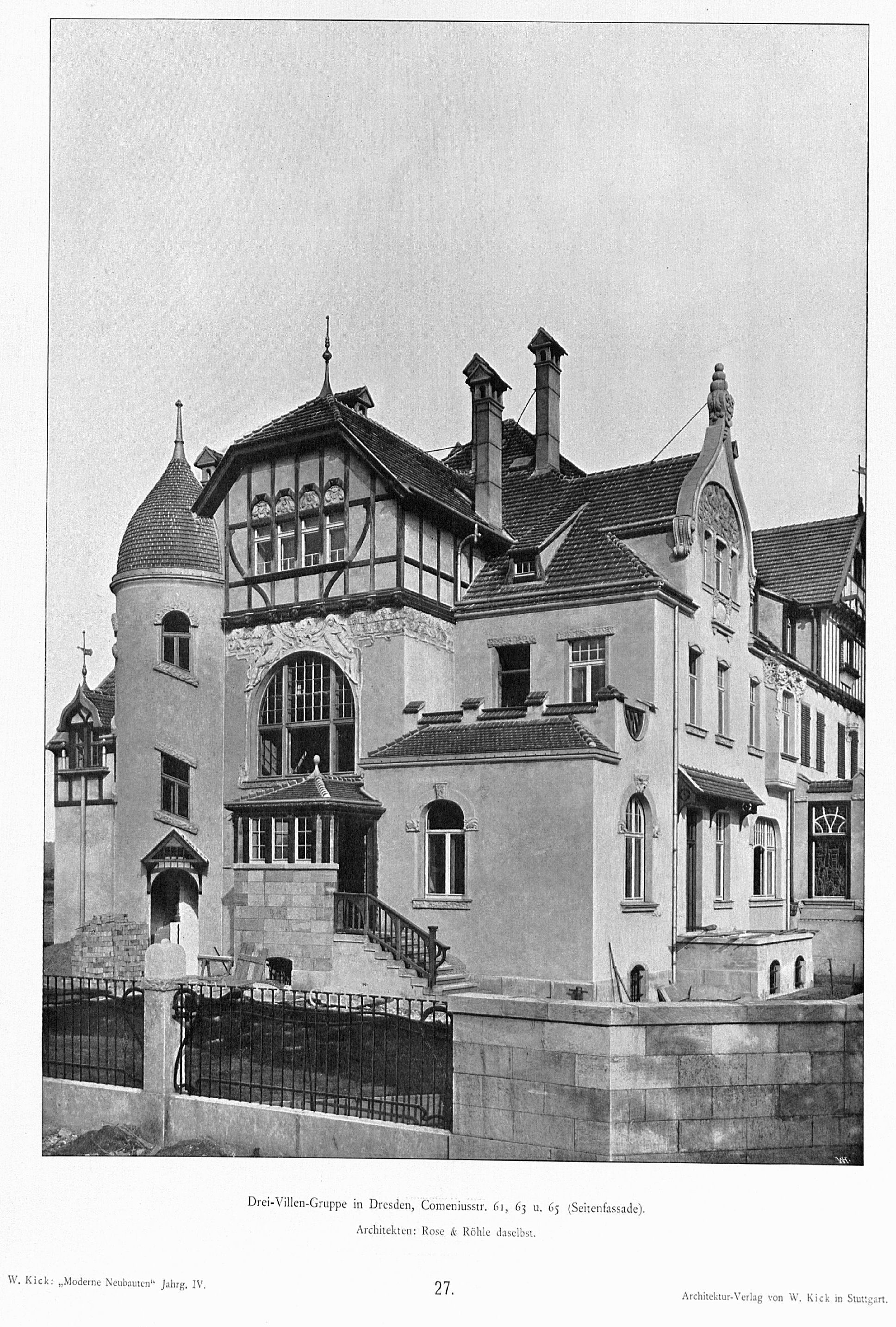
Drei-Villen-Gruppe Comeniusstraße 61–65

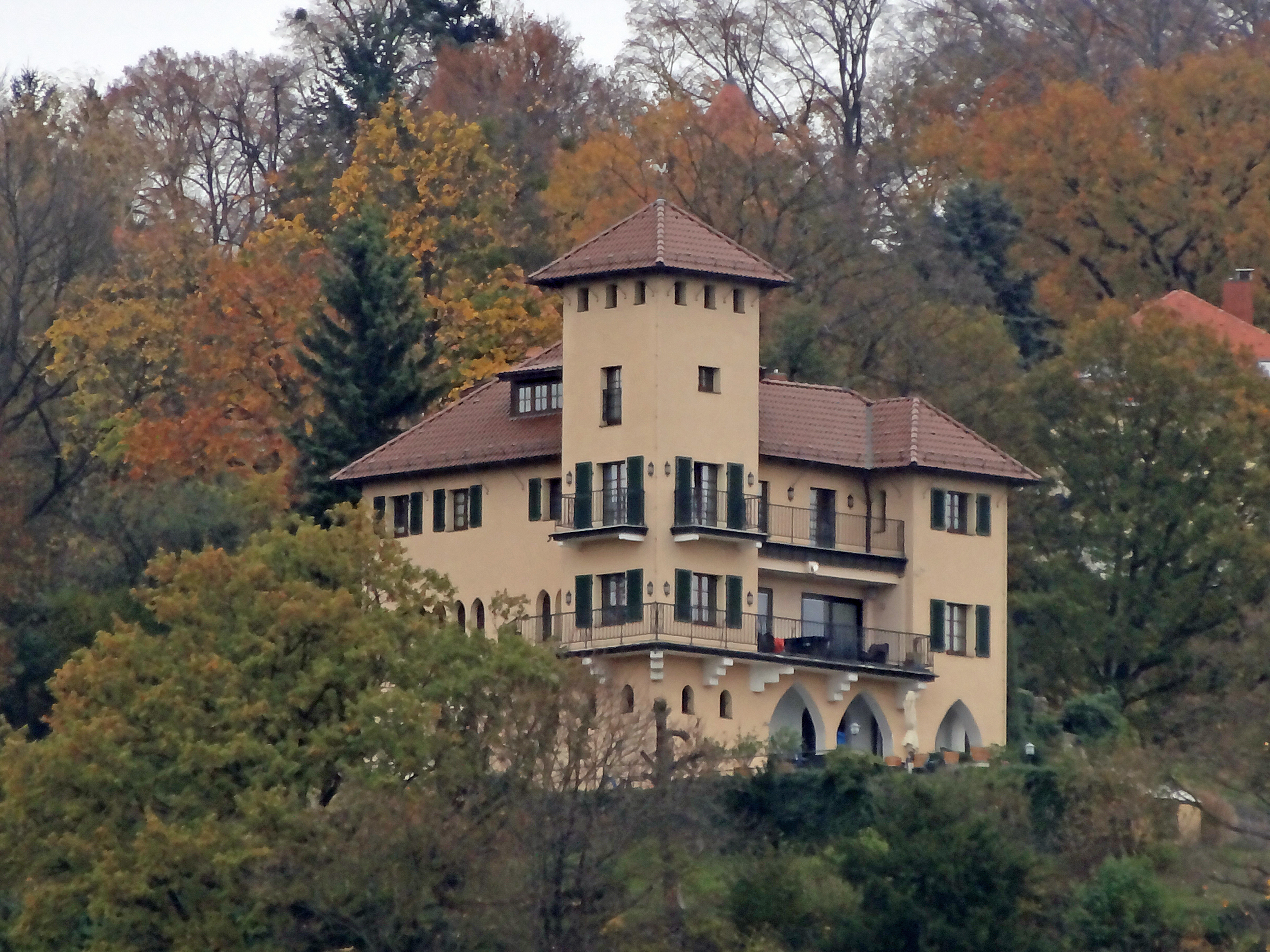
Villa Hermann-Vogel-Straße 16

Das vielbeschäftigte Architekturbüro Rose & Röhle errichtete den Anbau des Dresdner Ausstellungspalasts und war auch für Villenbauten bekannt. Das Büro vertrat laut Volker Helas die „moderne Auffassung“ (Reformarchitektur, Jugendstil), aber auch den überkommenen „üblichen Stilpluralismus“ (Historismus, Eklektizismus).

### Bauten in Dresden (Auswahl)
- Tiergartenstraße 46[4]
- Drei-Villen-Gruppe Comeniusstraße 61–65 (zerstört)
- Comeniusstraße 1 (zerstört)
- Karcherallee 29
- An der Pikardie 2a (zerstört)
- rückwärtiger Erweiterungsbau des Städtischen Ausstellungspalasts an der Stübelallee (1902–1903; zerstört)
- Gaststätte und Saalbau des „Schusterhauses“ in Dresden-Cotta (zerstört)
- Gasthof „Stadt Amsterdam“ am Laubegaster Ufer
- Turmvilla (Villa Henkel) in Dresden-Loschwitz, Hermann-Vogel-Straße 16 (1913/14)[5]

### Bauten in Radebeul
- 1908–1909: Landhaus Paul Schramm, Lindenaustraße 6 in Niederlößnitz (Ausführung nach Entwurf von Felix Sommer)[6]

### Weitere Bauten und Entwürfe
- 1913/1914 und 1920: Kolonie Werminghoff, Werkssiedlung der Eintracht Braunkohlenwerke und Brikettfabriken AG südlich von Hoyerswerda
- 1921: Entwurf für eine Rentenhaus-Kolonie in der Nähe der Kolonie Werminghoff (nicht ausgeführt)